# Mistrzostwa Europy w Podnoszeniu Ciężarów 1976
Mistrzostwa Europy w Podnoszeniu Ciężarów 1976 – 55. edycja mistrzostw Europy w podnoszeniu ciężarów, która odbyła się między 3 a 11 kwietnia 1976 r. w stolicy byłej NRD – Berlinie (wschodnim). Startowali tylko mężczyźni w dziewięciu kategoriach wagowych.

## Medaliści
| Kategoria: | Złoto:             | Wynik    | Srebro:          | Wynik    | Brąz:              | Wynik    |
| 52 kg      | Aleksandr Woronin  | 240 kg   | György Kőszegi   | 235 kg   | Lajos Szűcs        | 230 kg   |
| 56 kg      | Norair Nurikjan    | 255 kg   | Leszek Skorupa   | 252,5 kg | Karel Prohl        | 250 kg   |
| 60 kg      | Nikołaj Kolesnikow | 282,5 kg | Todor Todorow    | 280 kg   | Georgi Todorow     | 277,5 kg |
| 67,5 kg    | Zbigniew Kaczmarek | 305 kg   | Jan Łostowski    | 302,5 kg | Siergiej Piewznier | 297,5 kg |
| 75 kg      | Wartan Militosjan  | 340 kg   | Peter Wenzel     | 335 kg   | Jordan Mitkow      | 330 kg   |
| 82,5 kg    | Waleryj Szaryj     | 367,5 kg | Błagoj Błagoew   | 365 kg   | Trendafił Stojczew | 365 kg   |
| 90 kg      | Dawid Rigiert      | 397,5 kg | Adam Sajdułłajew | 360 kg   | Peter Petzold      | 350 kg   |
| 110 kg     | Walentin Christow  | 415 kg   | Jurij Zajcew     | 400 kg   | Jürgen Ciezki      | 395 kg   |
| + 110 kg   | Gerd Bonk          | 432,5 kg | Christo Płaczkow | 430 kg   | Jürgen Heuser      | 410 kg   |

## Klasyfikacja medalowa
| Miejsce | Reprezentacja  | Złoto | Srebro | Brąz | Razem |
| 1.      | ZSRR           | 5     | 2      | 1    | 8     |
| 2.      | Bułgaria       | 2     | 3      | 3    | 8     |
| 3.      | Polska         | 1     | 2      | 0    | 3     |
| 4.      | NRD            | 1     | 1      | 3    | 5     |
| 5.      | Węgry          | 0     | 1      | 1    | 2     |
| 6.      | Czechosłowacja | 0     | 0      | 1    | 1     |